# 神社建築

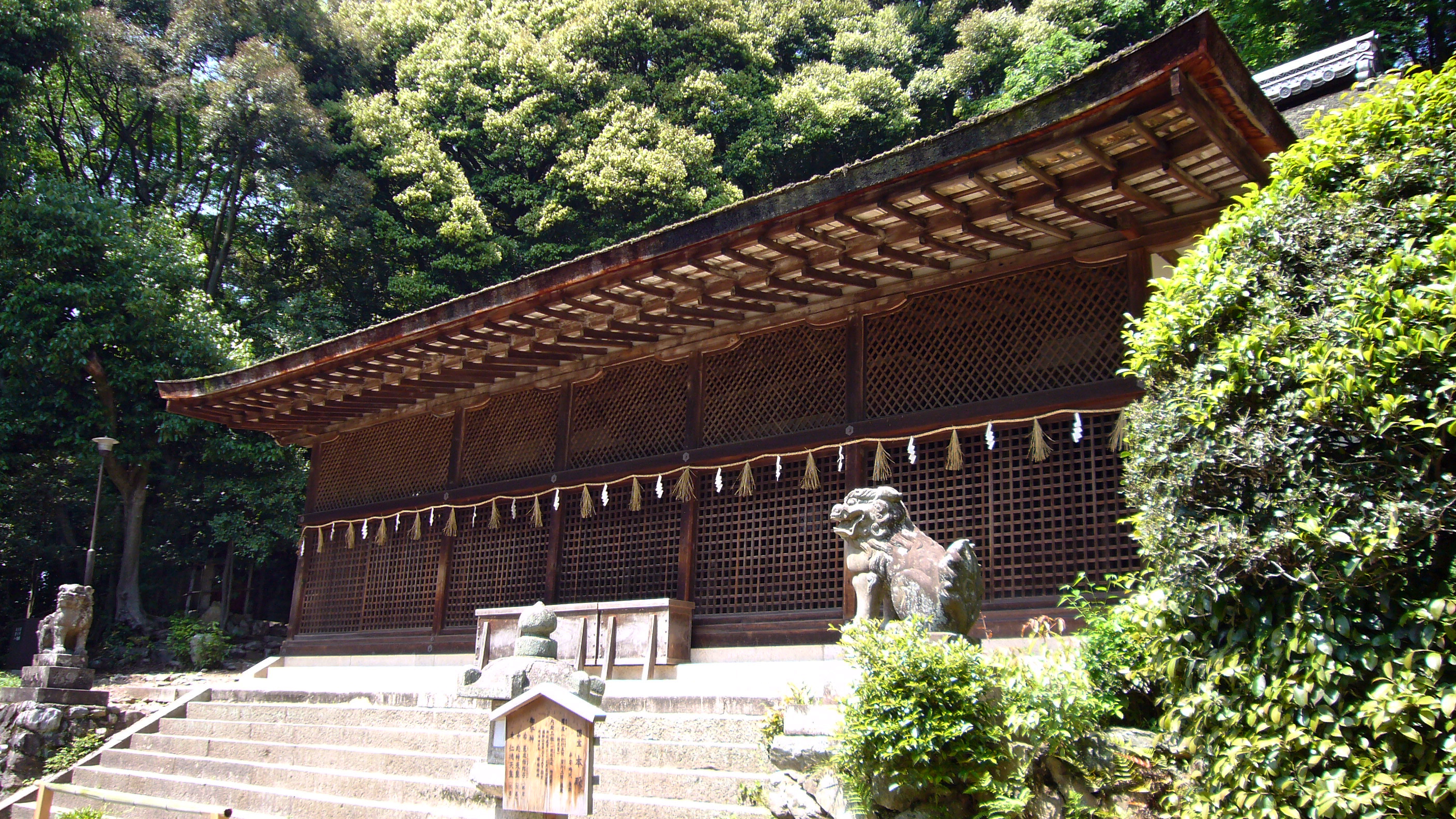
宇治上神社本殿覆屋（国宝・世界遺産）。五間社流造。康平3年（1060年）頃建立の現存最古の神社建築（京都府宇治市）

神社建築（じんじゃけんちく）は、神社の建築。社殿建築（しゃでんけんちく）ともいう。

## 概要
今日の神社建築は、一般に、本殿（正殿）・幣殿・拝殿が中心である。神社を訪れると、本殿の手前に拝殿（礼拝用の建物）が建っており、賽銭箱が置いてある。拝殿は参拝者が祈祷などを受ける場所になっていることもある。
拝殿の奥に御神体を収める本殿がある。本殿は拝殿の奥にあってみえにくいため、一般の参拝者は拝殿を神社建築の中心的建物と考えがちである。本殿は流造、春日造が一般的で、小型の本殿では、風雨から守るために覆屋をかける場合もある。
拝殿と本殿をつなぐ部分に幣殿が造られることも多く、これらを一続きに建てる場合も多い。建物の横に回ると、拝殿の奥に幣殿や本殿を確認することができる。
本殿は神がいるとされる神聖な場所であるため、瑞垣などで囲われたり、覆屋が造られ、普段はその内部をみられないことが多い。一部の神社では山や岩を神体として崇めるため、本殿を持たず、神体を直接拝むための拝殿のみがあるところ（大神神社・金鑚神社など）や拝殿も持たない（檜原神社や湯殿山神社）ところもある。このように、社殿のない神社が本来の形式であったと考えられる。
仏教伝来以降の神社建築は、寺院建築の影響を受け、朱塗りや瓦屋根を取り入れた例もあるが、建物内部に関しては神道伝統の構成がよく守られている。神社建築は、一宮などの各有力神社において固有の様式を採っており、なおかつ、その固有の伝統的な様式を維持しようと努めている。そのため、神社建築の様式を解明することは、その神社の祭神の性格を知る上で重要な手がかりの一つとなる。後にできた神社においても、建立当初の様式を保つものが多い。

### 本殿
本殿（ほんでん）は、神霊を宿した神体を安置する社殿のことで、神殿（しんでん）ともいう。本殿は人が内部に入ることを想定していないため、拝殿より小さいことが多い。古くは1宇の本殿に1柱の神が祀られたが、現在では1宇の本殿に複数の神が祀られることも多い。内部には神体（鏡など）がおさめられる。内陣と外陣に分かれている場合は内陣に神体が納められ、外陣は献饌・奉幣の場として使われる。

### 拝殿
拝殿（はいでん）は、祭祀・拝礼を行うための社殿で、祭祀の時に神職などが着座するところでもあり、吹き抜けとされる場合が多い。通常、神社を訪れた際に見るのはこの拝殿で、一般の参拝は拝殿の手前で拍手を打って行うが、祈祷などの際は拝殿に昇る（昇殿）こともある。拝殿は、一般に本殿よりも大きく建てられ、床を張るのが一般的であるが、中央が土間となっており、通り抜け可能な「割拝殿」（国宝となっている桜井神社と出雲建雄神社のものが著名）もある。舞殿、神楽殿、社務所などを兼ねることもある。
神社によっては拝殿がないところ（春日大社・伊勢神宮など）や、2つ持つところ（伏見稲荷大社・明治神宮など）もある。2つある場合は、手前を外拝殿（げはいでん）と呼び、奥のものを内拝殿（ないはいでん）と呼ぶ。鈴（鈴の緒）や鰐口がある場合もある。

### 幣殿
幣殿（へいでん）は、祭儀を行い、幣帛を奉る社殿である。本殿と拝殿との間に位置し、両者をつなぐような構造になっているのが特徴である。中殿ともいう。幣殿が独立していることもある。また、拝殿と一体になっている幣殿もある。幣殿がない神社もある。
権現造では、本殿・拝殿よりも低い「石の間」と呼ばれる建物が幣殿である。

### その他
このほか、楼門（神門）や鳥居、神楽殿（舞殿）、手水鉢、社務所などが神社建築に含まれる。

## 神社建築（本殿）の特徴
以下はあくまで概論であり、全ての神社建築に当てはまるわけではなく、時代によっても変遷があるが、神社建築（特に本殿建築）の特徴として以下の点が指摘されている。
1. 屋根に妻を持つこと
2. 床を高く張ること
3. 瓦を用いないこと
4. 土壁を用いないこと
5. 装飾の質素なこと

まず「屋根に妻を持つこと」についてだが、これは神社建築の屋根はほとんどが切妻造で、一部に入母屋造が見られる。入母屋造は仏教建築に由来する様式であるが、同じ仏教建築の様式であるが妻のない寄棟造や宝形造は採用されていない。このことは、仏教建築からの一方的な影響ではなく、神社建築としての価値観に基づいて、神社側が主体的に入母屋造を神社建築に採用したことを示している。
妻の神社建築における意義ははっきりしないが、信仰上の重要な要素であったことは間違いないと思われる。例えば、伊勢神宮正殿において妻の部分の金具が特別視され、式年遷宮の際に妻を装着する儀礼が秘伝とされたことや、流造の社殿を横にいくつも連結した社殿において、ひとつの社殿ごとに正面に千鳥破風（妻）が設けられて、ひとつひとつの社殿が区別されていることからもわかる。
床を高く張ることについては、本来、土間を基本とする寺院建築と対照的である（奈良時代の仏堂や禅宗様の建物は中国の建築と同様に床を張らない）。
瓦を用いないことについては、明らかに瓦葺きの仏教建築との差異を意識し、もしくは仏教建築を忌避したものであるといえる。神社の屋根は基本的に植物材で葺くが（茅葺、檜皮葺や杮葺）、近世になると銅板葺（銅葺）も用いられるようになった。ただし例外的に、本殿に瓦葺を用いる場合もある(たとえば、沖縄の神社は伝統的な赤瓦を用いる)。土壁を用いないことについても同様である。
装飾が質素なことは、上古の日本建築の様式を固定化したためといえる。日本固有の神の住まいであるので、仏教とは異なることを意識し、日本に伝統的な建築の意匠を取り入れている。

## 本殿の起源

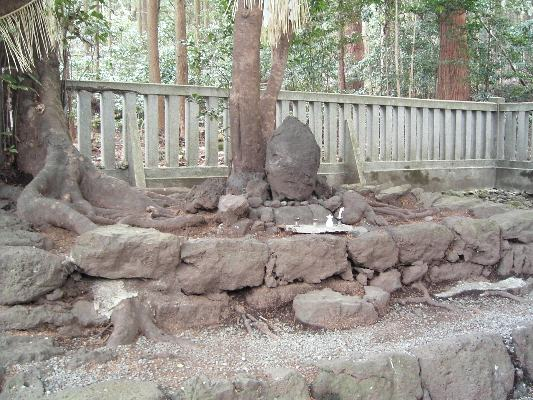
山宮浅間神社 富士山本宮浅間大社の本宮と伝えられ、現在も本殿を持たず富士山そのものを祀る古い祭祀形態を留めている（静岡県富士宮市）

神社は、古くはヤシロ（社）といい、このヤシロとは本来は「屋代」の意味で、神を祭る仮小屋や祭壇を指した。ヤシロのシロは、穢れを付着させるための身代わりとされるカタシロ（形代）などのシロと同意である。
神の依代である神籬は、最も小さなヤシロといえる。また、広い意味では祭壇や、忌竹や注連縄などで俗界と区切られて聖域とされた祭場全体も含めて、ヤシロ、つまり、一時的な神の仮住まいといいうる。
神の仮住まいに過ぎなかったヤシロは、寺院において仏像を祀る仏教の影響から、御神体を常祭する「神社」へと変貌していった。神社において、最も重要な御神体の鎮座する内陣を備えた建物が「本殿」とされ、御神体を拝むための「拝殿」や、神域を区切る鳥居などの設備が整備されていった。なお、本来の姿から変貌を遂げていった後も、多くの神社では、御神霊と因縁のある霊域（磐座など）で祭りが行われている。
神社建築の成立に影響を与えたと考えられるのが神宮寺の建立である。神宮寺は神社に建てられた寺院のことで、神仏習合の初期段階で登場した。神宮寺の建立により、神社は仏教建築の直接の影響を受けたが、隣接するためにかえって神社建築と寺院建築の差異を求めるようになったと考えられる。

## 拝殿の起源

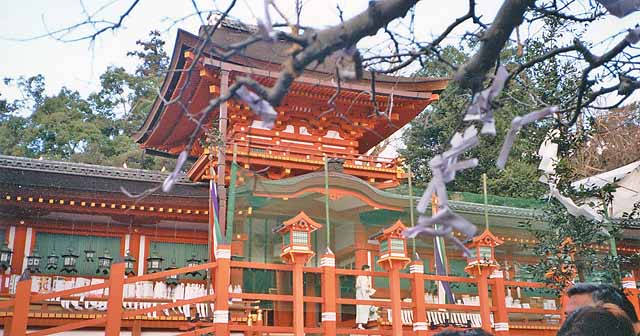
春日大社中門（重文）（奈良県奈良市）

拝殿の成立は本殿よりも後である。現在でも伊勢神宮・春日大社・宇佐神宮・松尾大社など拝殿を持たない古社は多い。
拝殿は祭神の祭祀のための施設であるが、本来、神社の祭祀は本殿の正面の露天の祭場で行われていた。本殿は、その起源を祭壇に求められるように、祭祀の対象であって、祭祀を行う場でなかったのである。
祭祀において、神職らは祭場の左右に着座し、そこから中央の祭場に赴いて祭儀を行ったが、祭場が屋内になると、中心の祭場が幣殿となり、神職着座の場が回廊となった。回廊の入口には楼門が建てられた。このように祭祀の形態にあわせて、楼門と回廊と幣殿が建てられたが、これらを持つに至らない小規模な神社は、やがてその機能を圧縮して、ひとつの社殿にその機能を備えさせることにした。これが拝殿である。

## 建築様式

### 古典的神社建築（本殿）の類型
古典的な神社建築（本殿建築）は、以下のように分類することができる。
1. 柱の下に土台を持つもの
2. 心御柱（しんのみはしら）を持つもの
3. 内部が2室に分かれるもの

柱の下に土台を持つものは流造・春日造に代表される。柱を地面に直接建てたり、礎石などの基礎を設置したりせずに、社殿の最下部に井桁を組み、その上に柱を建てる。これは社殿を移動させることを前提とした様式で、祭祀のときのみ社殿を設置し、祭祀を行わないときには社殿を設置していなかったという、上古の祭祀方法の名残ではないかと言われている。また、「神籬」（上古の仮設の祭壇）が発展して、常設の社殿となったのではないかといわれる。
流造・春日造のいずれも床下を壁で隠蔽している。これは神社建築一般の特徴でもあるが、社殿と設置された地面とのつながりに神聖性を求めることによる。言い換えると、社殿の神聖性の根源は置かれている場所に求めることができる。すなわち、神体とされる領域や磐座などの上に仮設の祭壇を置いて祀った神籬の形式を受け継いだものではないかということが、ここからも指摘できる。
境内社や小祠に用いられる様式で、流造や春日造の階を省略して棚を付けた見世棚造という小型社殿様式があるが、これは省略形というよりはむしろ神社建築の原形に近いともいえるかもしれない。
このように、起源を上古に求めることができ、「柱の下に土台を持つもの」は神社建築の中でも古い形式と考えられる。
心御柱を持つものは神明造と大社造である。この様式の特徴は、心御柱・棟持柱を持ち、掘立柱であることである。心御柱は、社殿の中央にある柱を指すが、建築構造上、意味をなさない柱であり、本来は神の依代であったと考えられる。神明造では社殿本体と完全に分離している。棟持柱は母屋の梁を支える他の柱と違って棟に届く柱のことである。
そして棟持柱を含めて、全ての柱が礎石を使わず地面に穴を掘って建てる掘立柱である（現在の出雲大社は土台の上に建つ）。掘立柱は原始住居以来の建築に使われるものである。
内部が2室に分かれるものは住吉造と八幡造である。どちらも本殿内部に前後2室もっている。住吉造は後室に神座があり、八幡造は前後の室にそれぞれ神座（昼の神座と夜の神座）があるのであって、両者は厳密には区別されるが、もともと1室の本殿が分化して2室になったものではないという意味で共通である。大鳥造や天皇が大嘗祭のときに祭儀を行う大嘗宮もこれに含まれると考えられる。

### 本殿の建築様式
本殿の建築様式は大きく平入と妻入に分けられ、さらに屋根の形状を以て分類することが多い。それ以上の細部をみると、各神社独特の様式であることが多く、種類が多くなりすぎて、分類の意味をなさなくなる。最古の様式は神明造や、大社造、住吉造といった直線的な形状の屋根を持つものとされるが、現在一般的によく見られる様式は流造で、春日造がこれに次いでおり、いずれも流線的な形状の屋根となっている。

#### 平入形式
- 神明造 - 仁科神明宮（長野県大町市）、伊勢神宮（三重県伊勢市）など

伊勢神宮正殿の様式は他への使用を禁じられているため唯一神明造と称される。なお、棟持柱を持たない場合などは単に切妻造となる。明治時代以降、神明造の社殿が流行した。
台湾の神社のほとんどは神明造である。
- 流造 - 賀茂別雷神社・賀茂御祖神社（ともに京都府京都市）など

本殿の様式としては最も多く、全国的にも広く分布し、次のような発展型もある。
- 両流造 - 厳島神社（広島県廿日市市）など
- 八幡造 - 宇佐神宮（大分県宇佐市）など
- 穂高造 - 穂高神社（長野県安曇野市）のみ

- 入母屋造 - 御上神社（滋賀県野洲市）など

入母屋造の発展型乃至変形がある。
- 日吉造（聖帝造、山王造） - 日吉大社（滋賀県大津市）のみ
- 吉備津造（比翼入母屋造） - 吉備津神社（岡山県岡山市）、法華経寺祖師堂（千葉県市川市）のみ
- 祇園造 - 八坂神社（京都府京都市）のみ
- 香椎造 - 香椎宮（福岡県福岡市）のみ
- 織田造 - 劔神社（福井県越前町）のみ
- 近江造 - 近江神宮（滋賀県大津市）のみ

#### 妻入形式
- 春日造 - 春日大社（奈良県奈良市）など

奈良県を中心に分布し、次のような発展型がある。
- 平野造（比翼春日造） - 平野神社（京都府京都市）のみ
- 熊野造（王子造、皇子造） - 熊野本宮大社（和歌山県田辺市）など

- 大社造 - 出雲大社（島根県出雲市）など

主に島根県を中心に分布し、次のような発展型もある。
- 美保造（比翼大社造） - 美保神社（島根県松江市）のみ

- 住吉造 - 住吉大社（大阪府大阪市）など
- 大鳥造 - 大鳥大社（大阪府堺市）など
- 隠岐造 - 水若酢神社（島根県隠岐の島町）など
- 中山造 - 中山神社（岡山県津山市）など
- 切妻造
- 入母屋造

- 比翼入母屋造 - 由加神社本宮（岡山県倉敷市）

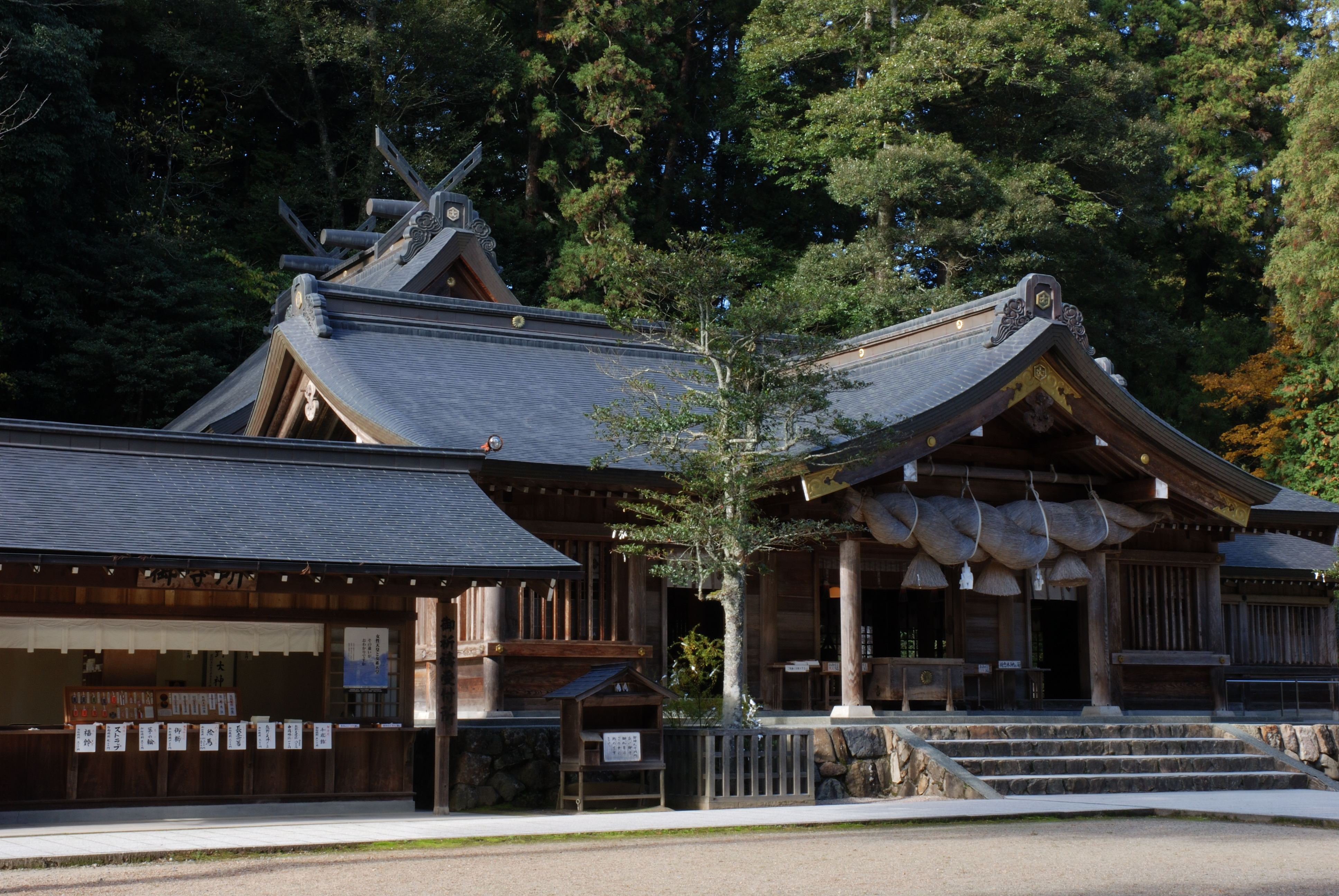
大社造 熊野大社本殿（島根県松江市）
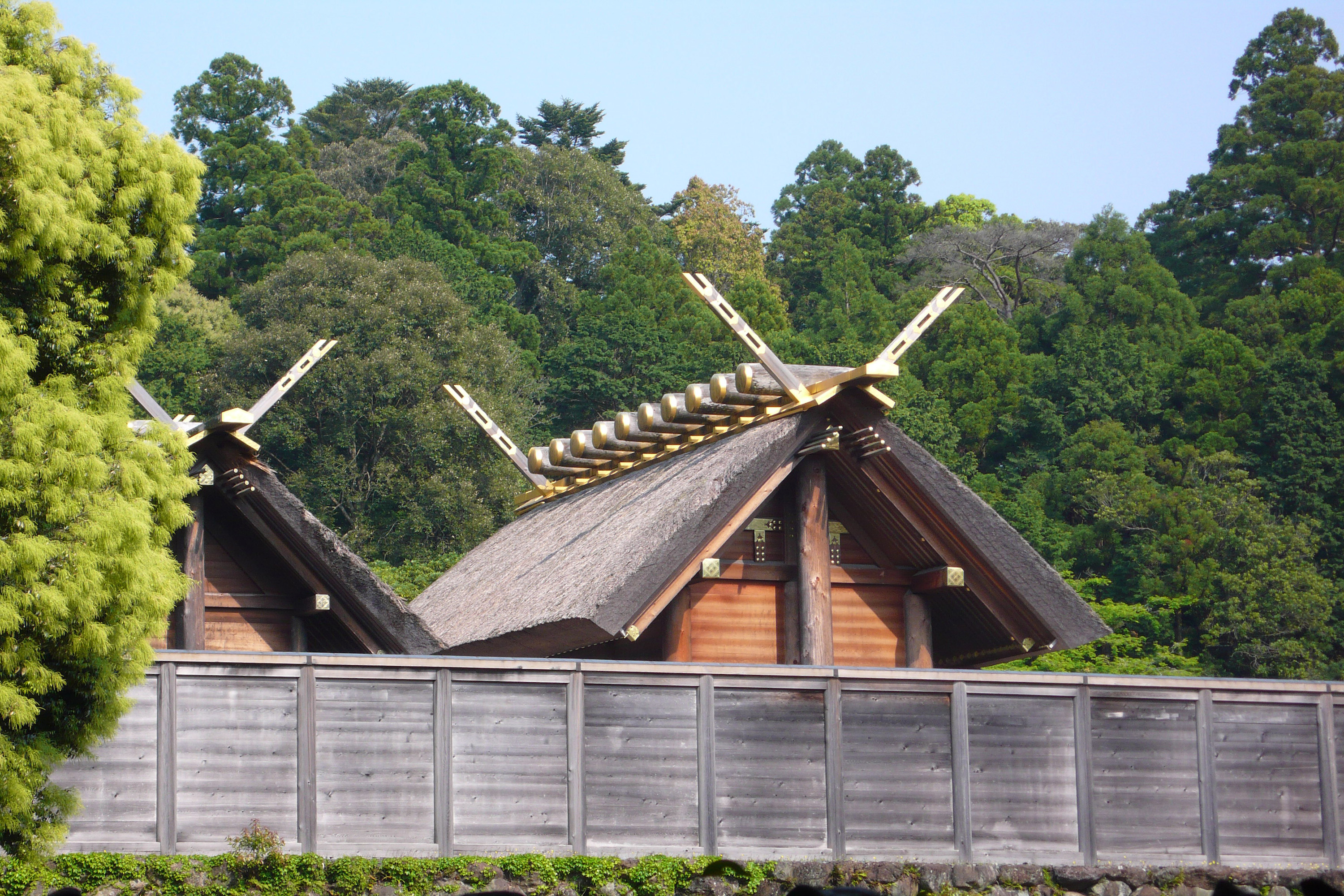
神明造 伊勢神宮内宮正殿（三重県伊勢市）
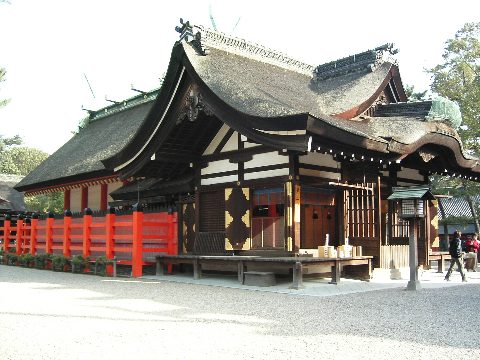
住吉造 住吉大社第2本宮本殿・拝殿（国宝）（大阪府大阪市）
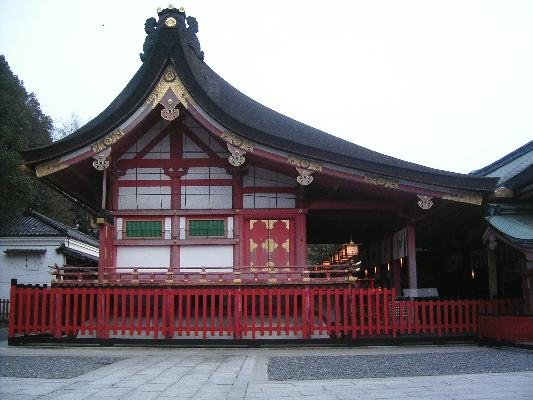
流造（側面） 伏見稲荷大社本殿（重文）（京都府京都市）
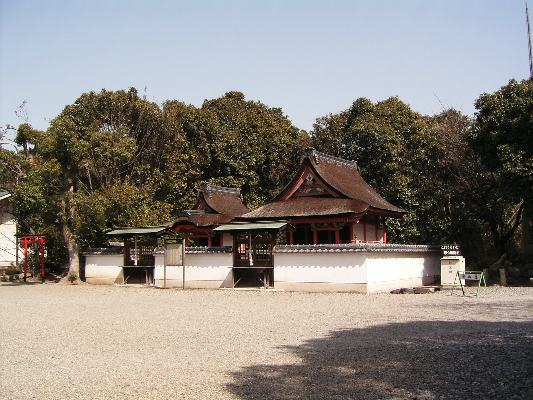
春日造 聖神社末社三神社（右）・滝神社（左）（ともに重文）（大阪府和泉市）
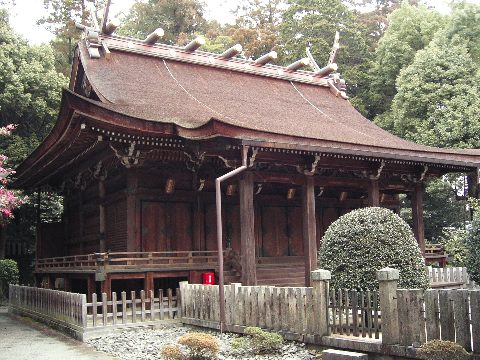
入母屋造 多田神社本殿（重文）（兵庫県川西市）
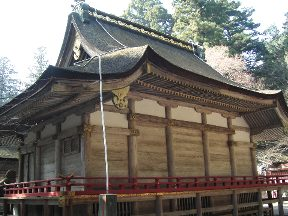
日吉造（背面） 日吉大社西本宮本殿（国宝）（滋賀県大津市）
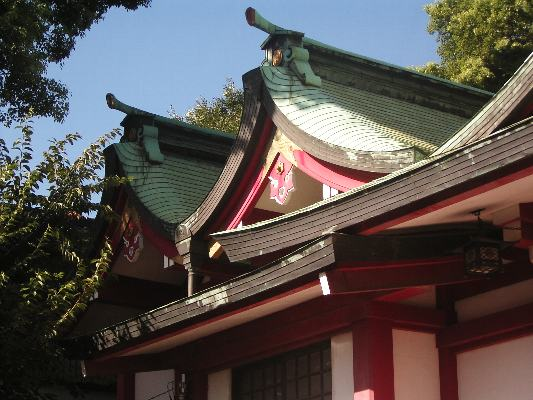
八幡造 市谷亀岡八幡宮本殿（東京都新宿区）
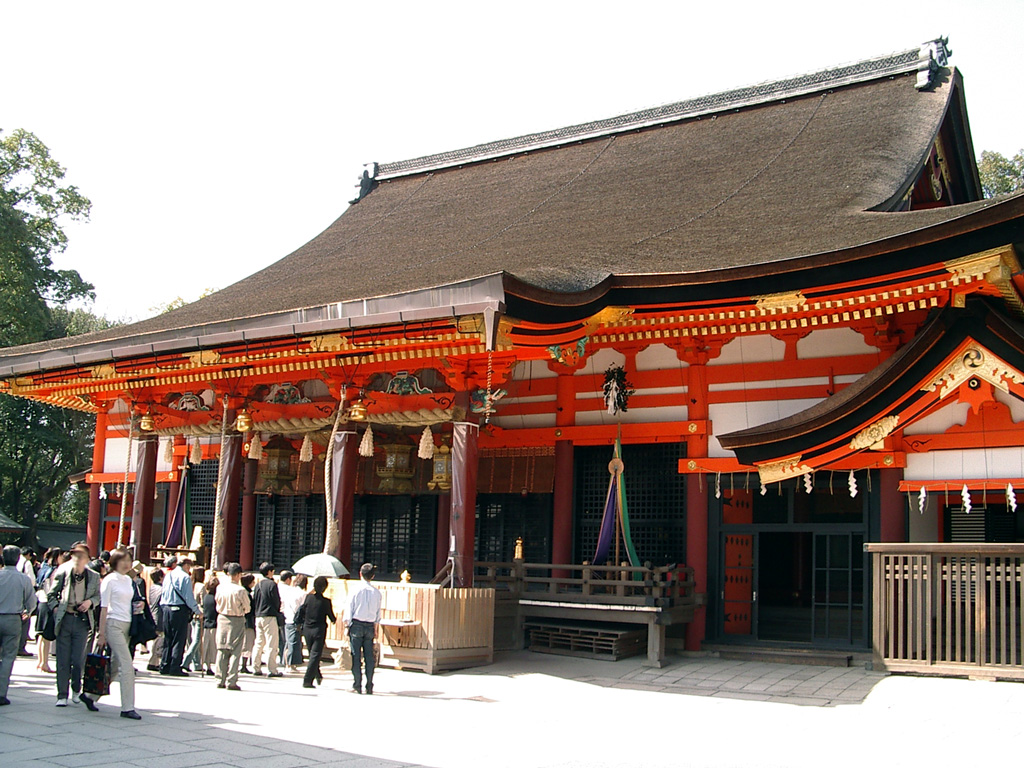
祇園造 八坂神社本殿（国宝）（京都府京都市）
流見世棚造（屋敷神）（？）

#### 複合社殿形式
本殿が拝殿などの他の社殿と結合したもので八棟造と総称できるが、以下の様式名で呼ばれるものもある。
- 権現造 - 北野天満宮（京都府京都市）など
- 浅間造 - 富士山本宮浅間大社（静岡県富士宮市）など
- 尾張造 - 真清田神社（愛知県一宮市）など

特に大県神社（愛知県犬山市）は特殊で、「大縣造」「三棟造」とも呼ばれる。
- 水分造 - 建水分神社（大阪府千早赤阪村）など）

複合社殿形式の場合であっても、例えば「流造の本殿を持つ権現造」というように、本殿の建築様式を独立して扱うことになっている。

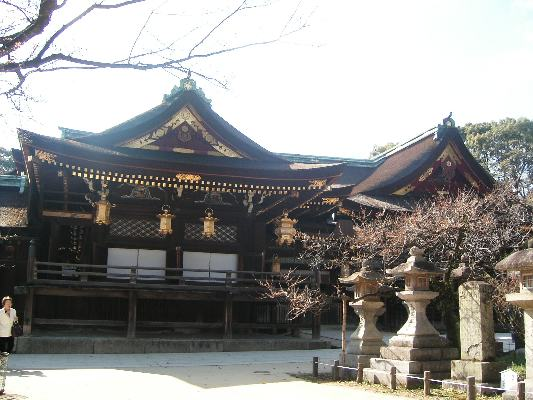
権現造 北野天満宮（国宝）
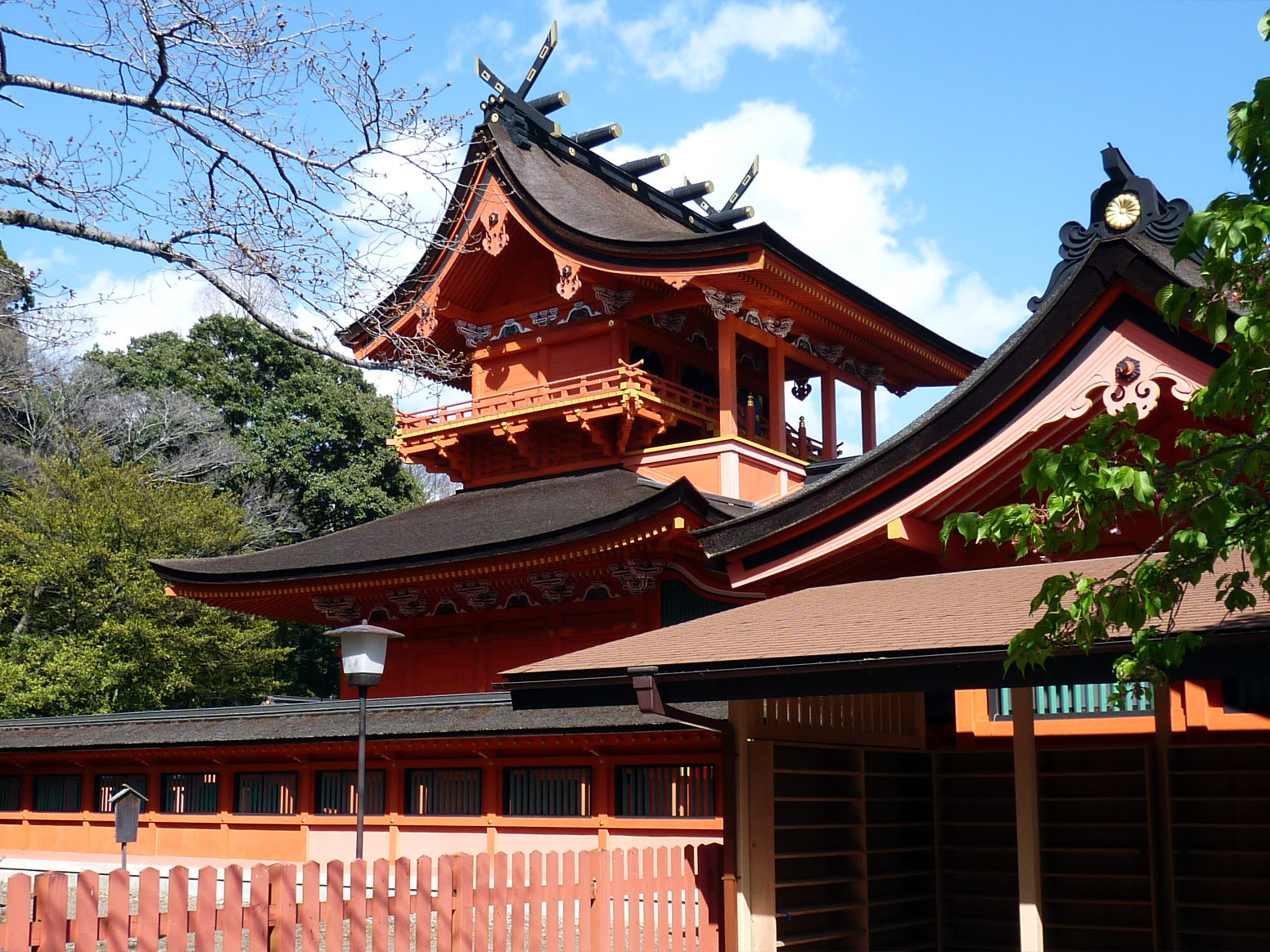
浅間造 富士山本宮浅間大社（重要文化財）

### 拝殿の建築様式

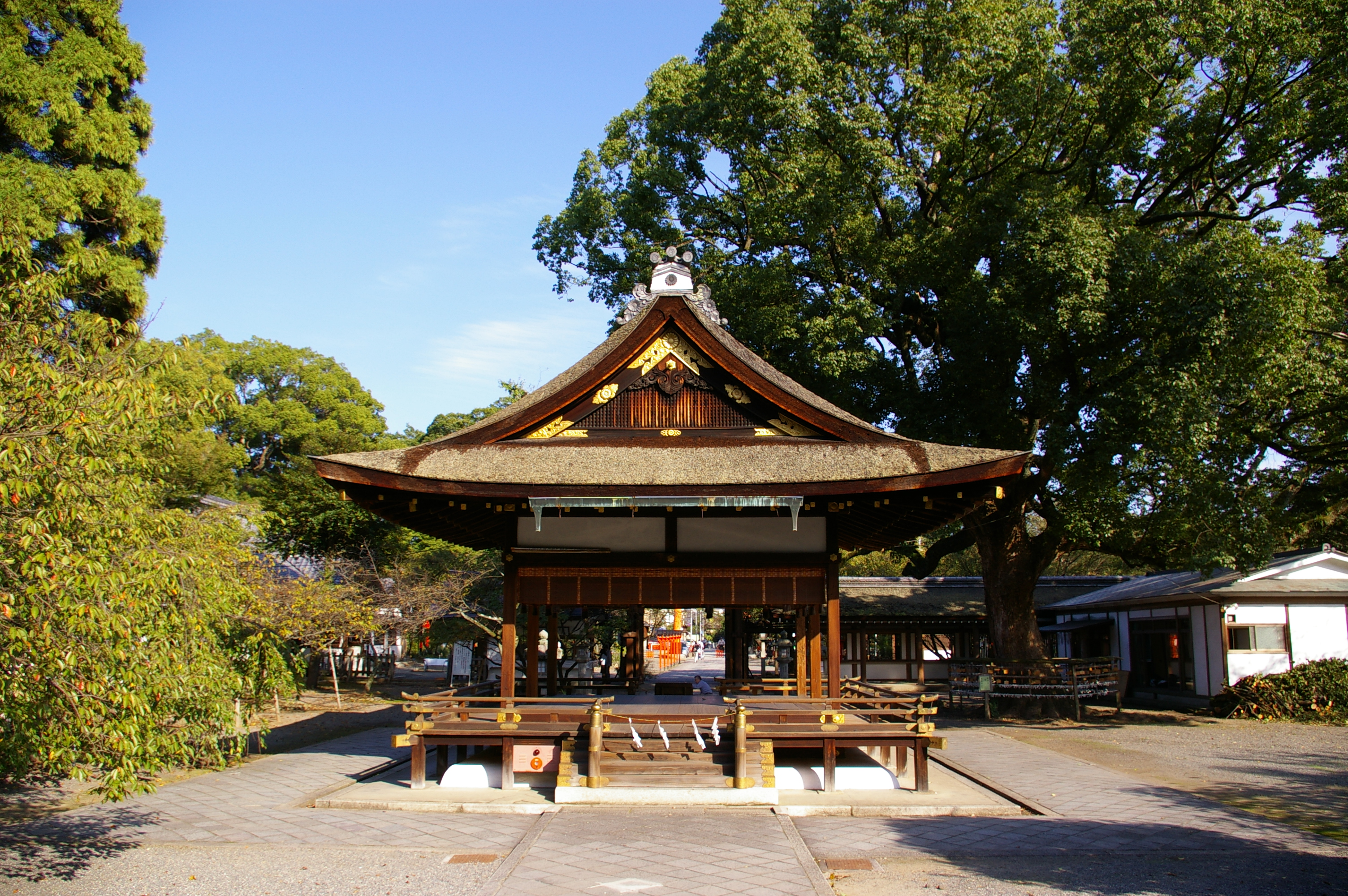
入母屋造妻入の拝殿。平野神社（京都府京都市）

拝殿も大きく平入と妻入に2分でき、切妻造か入母屋造が一般的である。
- 平入拝殿

棟が横に通っているものである。最も一般的な様式といえる。着座する人々が本殿に対面するようになる。
- 妻入拝殿

棟が縦に通っているものである。本殿への通路としての性格を持ち、縦長となる奥の部分は幣殿も兼ねている。拝殿が成立する以前の回廊形式だったころの幣殿が変化したものとも考えられる。
また上とは別に次の形式をとるものもある。
- 割拝殿

中央が吹き抜けになっていて、左右に床間がある。これは回廊形式の中門と左右の回廊が変形した結果だと考えられる。遺構は少なく大神神社・石上神宮摂社出雲建男神社・大崎八幡宮に見られる。
- 特異な拝殿

静岡浅間神社（静岡県静岡市） - 拝殿が浅間造となっている。

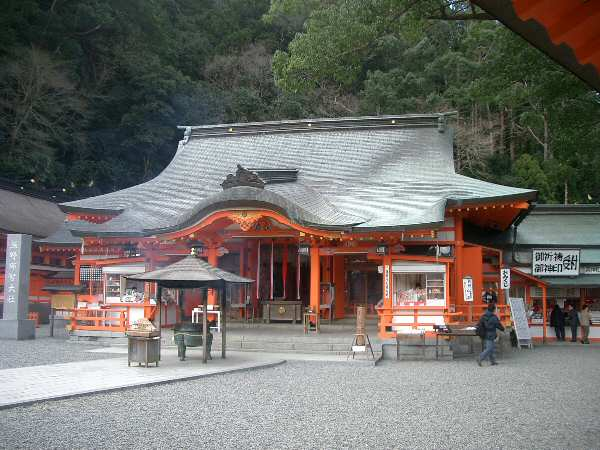
平入拝殿（入母屋造） 熊野那智大社（和歌山県那智勝浦町）
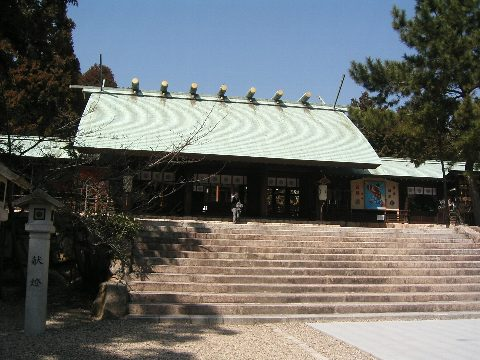
平入拝殿（切妻造） 廣田神社（兵庫県西宮市）
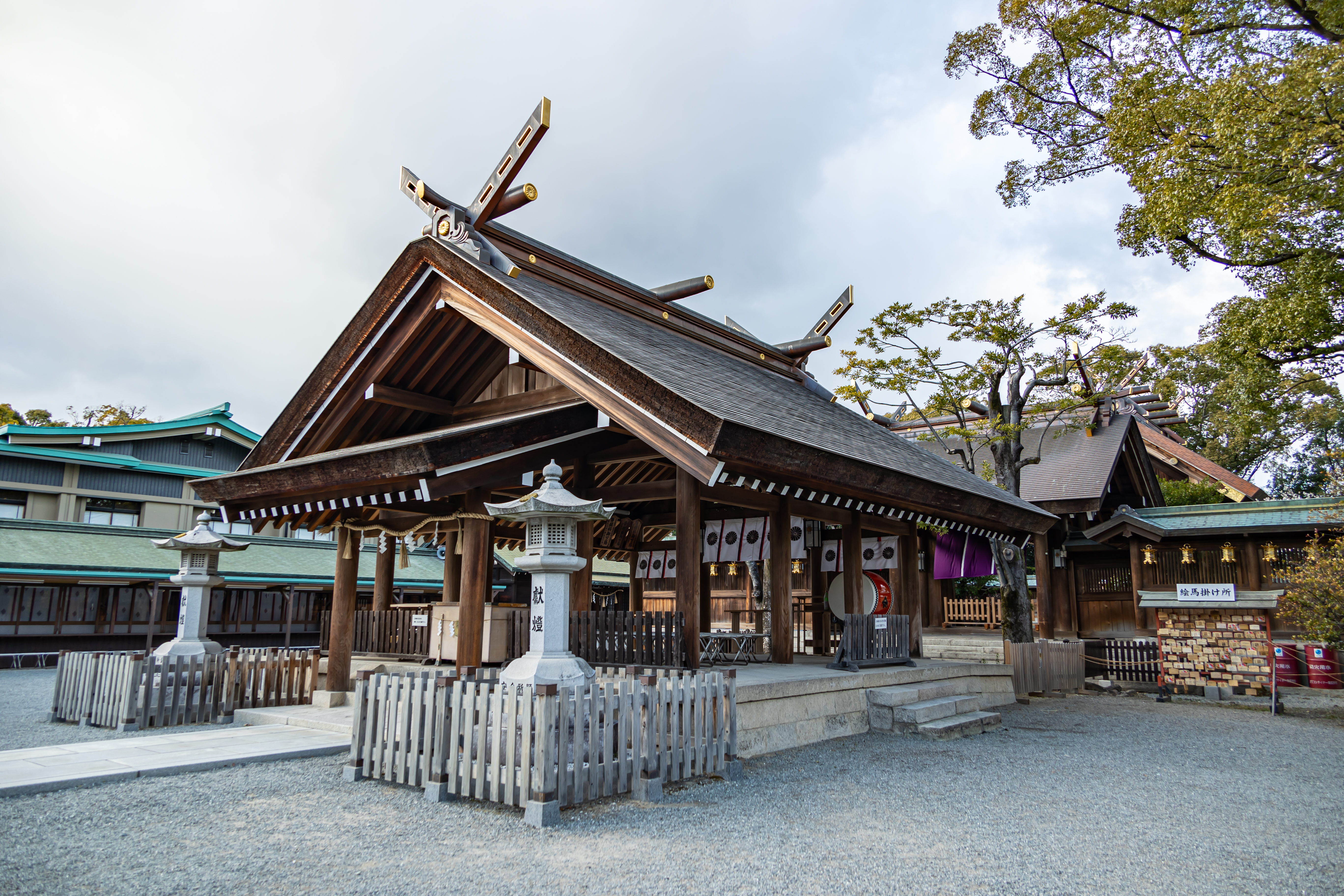
妻入拝殿（切妻造） 大鳥大社（大阪府堺市）
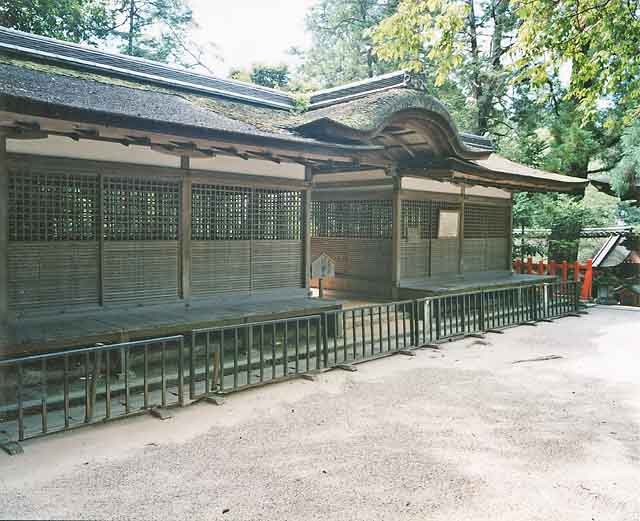
割拝殿 石上神宮摂社出雲建雄神社（国宝）（奈良県天理市）

### 構造体
神社の構造には歴史的には木を使ったものが多く、最近では鉄筋コンクリート造のものも増えている。関東大震災以前は、現在は重要文化財に指定されている築地本願寺をコンクリートで建築した伊東忠太ですら、「神社は人間の住宅ではなく、神霊の鎮座する場所である」のような思想のもと、神社は永久に木造であり、その精神は変わらないというような主張をしていた。しかし、関東大震災で1,568箇所の神社が罹災し、そのうち神田神社をはじめ約130箇所が焼失し、「神社は火事に遭って簡単に焼け失せてしまっては困る」という考えが台頭してきた。